# World Cyber Games
Les World Cyber Games (ou WCG) désignent l'un des plus importants évènements de sport électronique au monde, créé en Corée du Sud en 2000.

## Histoire

### Histoire desWorld Cyber Games

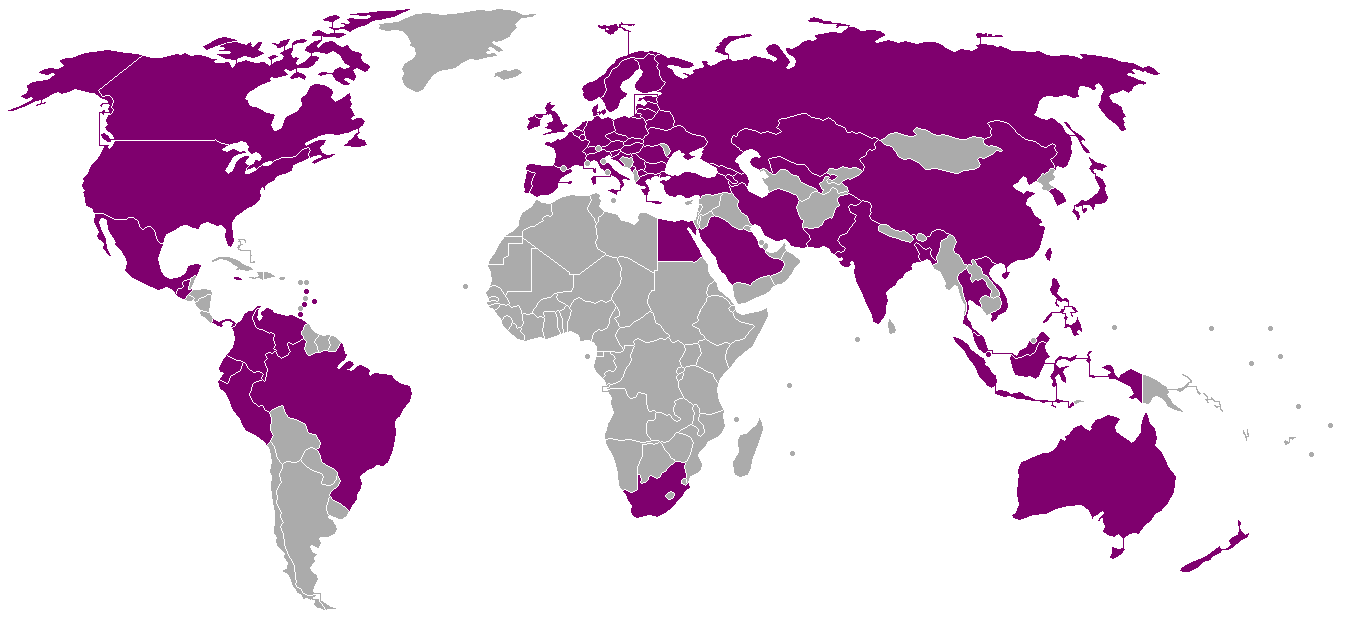
Carte des pays participants des WCG 2007

Les World Cyber Games sont créés à l'initiative du conglomérat sud-coréen Samsung Electronics et avec le parrainage du ministère de la Culture, des Sports et du Tourisme et du ministère de l'Information et des Communications de la Corée du Sud. La compétition est notamment sponsorisée par les sociétés Intel, Microsoft, Nvidia, Plantronics, Razer, Seagate, mais aussi par les médias PC Magazine et HardwareZone, et managé par ICM (International Cyber Marketing. Samsung Electronics reste toutefois l'un des sponsors majeurs de l'événement sud-coréen avec ses divisions Mobile, SyncMaster et Global. Les éditeurs de jeux vidéo deviennent également partenaires de l’événement, dont Blizzard Entertainment et Valve, particulièrement lors des WCG à San Francisco, aux États-Unis, en octobre 2004.
Cet évènement mondial est surnommé les « Jeux olympiques des jeux d'ordinateur » et s'en inspire, avec un village aménagé pour les compétiteurs, et, depuis 2004, une nouvelle ville organisatrice chaque année. De plus, les différentes équipes ne doivent être constituées que de joueurs de la même nationalité, pour reprendre le principe d'équipe nationale. Des médailles d'or, d'argent et de bronze sont également attribuées aux joueurs en fonction de leurs résultats.
En France, les premiers étapes qualificatives, nommées WCGC pour World Cyber Games Challenge, organisés à Paris en 2000 par Sam Hassanine, ne regroupaient alors que quelques salles de jeux en réseau. En France, les qualifications sont organisées depuis 2004 par la société Games Fed et se déroulent depuis 2006 dans le cadre du Festival du Jeu Vidéo.
En février 2014 Brad Lee, PDG de World Cyber Games Inc. a annoncé la fin de tous les tournois WCG.
En mars 2017, l'ancienne marque WCG appartenant à Samsung a été transférée à l'éditeur sud-coréen Smilegate.
En mars 2019, le retour de la compétition est annoncé, avec des qualifications régionales dès le mois suivant et une Grande Finale en juillet à Xi'an en Chine.

### Histoire du logo desWCG

Premier logo des World Cyber Games

Les quatre cercles dynamiques (rouge, vert, jaune, bleu) du premier logo représentent le concept de base de l'évènement - « WCG Global World » - qui cherche à procurer et à offrir du plaisir aux différents peuples du monde et possède une signification sur le progrès continu de la compétition s'étendant géographiquement chaque année. Le fond noir représente quant à lui le monde cybernétique offrant une infinité de possibilités. Le logo des WCG met également en avant les jeunes joueurs du monde entier partageant leurs rêves et leurs loisirs. L'organisation des World Cyber Games cherche à développer une culture du divertissement numérique en promouvant l'harmonie de l’humanité à travers le sport électronique.

## Historique des éditions
| Titre         | Date                            | Ville hôte    | Cash Prizes | Nombre de pays | Participants | Disciplines officielles |
| ------------- | ------------------------------- | ------------- | ----------- | -------------- | ------------ | --- |
| WCG Challenge | 7 octobre - 15 octobre 2000     | Yongin        | 200 000 $   | 17 pays        | 180 joueurs  | Age of Empires II FIFA 2000 Quake III Arena StarCraft: Brood War |
| WCG 2001      | 5 décembre - 9 décembre 2001    | Séoul         | 300 000 $   | 37 pays        | 389 joueurs  | Age of Empires II Half-Life: Counter-Strike FIFA 2001 Quake III Arena StarCraft: Brood War Unreal Tournament |
| WCG 2002      | 28 octobre - 3 novembre 2002    | Daejeon       | 300 000 $   | 45 pays        | 456 joueurs  | 2002 FIFA World Cup Age of Empires II Half-Life: Counter-Strike Quake III Arena StarCraft: Brood War Unreal Tournament |
| WCG 2003      | 12 octobre - 18 octobre 2003    | Séoul         | 350 000 $   | 55 pays        | 562 joueurs  | Age of Mythology Counter-Strike 1.6 FIFA Football 2003 Halo: Combat Evolved StarCraft: Brood War Unreal Tournament 2003 Warcraft III: Reign of Chaos |
| WCG 2004      | 6 octobre - 10 octobre 2004     | San Francisco | 400 000 $   | 63 pays        | 642 joueurs  | Counter-Strike: Condition Zero FIFA Football 2004 Halo: Combat Evolved Need for Speed: Underground Project Gotham Racing 2 StarCraft: Brood War Unreal Tournament 2004 Warcraft III: Reign of Chaos                                                          |
| WCG 2005      | 16 novembre - 20 novembre 2005  | Singapour     | 435 000 $   | 67 pays        | 679 joueurs  | Counter-Strike: Source Dead or Alive Ultimate FIFA Football 2005 Halo 2 Need for Speed: Underground 2 StarCraft: Brood War Warcraft III: The Frozen Throne Warhammer 40,000: Dawn of War                                                                     |
| WCG 2006      | 18 octobre - 22 octobre 2006    | Monza         | 462 000 $   | 70 pays        | 700 joueurs  | Counter-Strike 1.6 Warhammer 40,00: Dawn of War: Winter Assault Dead or Alive 4 FIFA 06 Need for Speed: Most Wanted Project Gotham Racing 3 StarCraft: Brood War Warcraft III: The Frozen Throne                                                             |
| WCG 2007      | 3 octobre - 7 octobre 2007      | Seattle       | 448 000 $   | 75 pays        | 700 joueurs  | Age of Empires III Carom3D Command of Conquer 3 Counter-Strike 1.6 Dead or Alive 4 FIFA 07 Gears of War Need for Speed: Carbon Project Gotham Racing 3 StarCraft: Brood War Tony Hawk's Project 8 Warcraft III: The Frozen Throne                            |
| WCG 2008      | 5 novembre - 9 novembre 2008    | Cologne       | 470 000 $   | 78 pays        | 800 joueurs  | Age of Empires III Asphalt 4: Elite Racing Carom3D Command and Conquer 3 Counter-Strike 1.6 FIFA 08 Guitar Hero III Halo 3 Need for Speed: ProStreet Project Gotham Racing 4 Red Stone StarCraft: Brood War Virtua Fighter 5 Warcraft III: The Frozen Throne |
| WCG 2009      | 11 novembre - 15 novembre 2009  | Chengdu       | 500 000 $   | 70 pays        | 600 joueurs  | Asphalt 4: Elite Racing Carom3D Counter-Strike 1.6 FIFA 09 Guitar Hero World Tour Red Stone StarCraft: Brood War TrackMania Nations Forever Virtua Fighter 5 Warcraft III: The Frozen Throne Wise Star 2                                                     |
| WCG 2010      | 30 septembre - 3 octobre 2010   | Los Angeles   | 250 000 $   | 60 pays        | 450 joueurs  | Asphalt 5 Carom3D Counter-Strike 1.6 FIFA 10 Forza Motorsport 3 Guitar Hero 5 StarCraft: Brood War Tekken 6 TrackMania Warcraft III: The Frozen Throne |
| WCG 2011      | 8 décembre - 12 décembre 2011   | Busan         | 303 000 $   | 60 pays        | 600 joueurs  | Asphalt 6: Adrenaline Counter-Strike 1.6 CrossFire FIFA 11 League of Legends Special Force StarCraft II: Wings of Liberty Tekken 6 Warcraft III: The Frozen Throne World of Warcraft                                                                         |
| WCG 2012      | 29 novembre - 2 décembre 2012   | Kunshan       | 258 000 $   | 40 pays        | 500 joueurs  | CrossFire Dota 2 FIFA 12 StarCraft II: Wings of Liberty Warcraft III: The Frozen Throne |
| WCG 2013      | 28 novembre - 1er décembre 2013 | Kunshan       | 306 000 $   | 38 pays        | 500 joueurs  | CrossFire FIFA 14 League of Legends StarCraft II: Heart of the Swarm Super Street Fighter IV Warcraft III: The Frozen Throne World of Tanks |
| WCG 2019      | 18 juillet - 21 juillet 2019    | Xi'an         | 612 500 $   | 25 pays        | 196 joueurs  | Clash Royale CrossFire Dota 2 Hearthstone Honor of Kings Warcraft III: The Frozen Throne |
| WCG 2020      | 7 septembre - 8 novembre 2020   | En ligne      | 300 000 $   | 2 pays         | 68 joueurs   | CrossFire FIFA Online 4 Honor of Kings Warcraft III: Reforged |

## Tableau des médailles

### Total des médailles par pays
| Nation           | Or | Argent | Bronze | Total |
| Corée du Sud     | 35 | 23     | 23     | 81    |
| Chine            | 19 | 16     | 14     | 49    |
| Allemagne        | 14 | 11     | 13     | 38    |
| États-Unis       | 14 | 11     | 11     | 36    |
| Pays-Bas         | 8  | 5      | 9      | 22    |
| Japon            | 6  | 4      | 2      | 12    |
| Brésil           | 5  | 7      | 3      | 15    |
| Taipei chinois   | 5  | 2      | 4      | 11    |
| Suède            | 4  | 8      | 2      | 14    |
| Russie           | 4  | 6      | 8      | 18    |
| Royaume-Uni      | 3  | 5      | 2      | 10    |
| Canada           | 3  | 3      | 4      | 10    |
| Pologne          | 3  | 3      | 4      | 10    |
| Italie           | 2  | 5      | 2      | 9     |
| Ukraine          | 2  |        | 5      | 7     |
| France           | 1  | 6      | 6      | 13    |
| Danemark         | 1  | 3      | 2      | 6     |
| Singapour        | 1  | 3      |        | 4     |
| Bulgarie         | 1  | 1      | 2      | 4     |
| Roumanie         | 1  | 1      | 1      | 3     |
| Australie        | 1  |        | 2      | 3     |
| Norvège          | 1  |        | 1      | 2     |
| Hongrie          | 1  |        |        | 1     |
| Iran             | 1  |        |        | 1     |
| Espagne          |    | 3      | 2      | 5     |
| Autriche         |    | 2      | 2      | 4     |
| Philippines      |    | 2      | 1      | 3     |
| Kazakhstan       |    | 2      |        | 2     |
| Mexique          |    | 1      |        | 1     |
| Portugal         |    | 1      |        | 1     |
| Thaïlande        |    | 1      |        | 1     |
| Viêt Nam         |    | 1      |        | 1     |
| Argentine        |    |        | 3      | 3     |
| Finlande         |    |        | 3      | 3     |
| Hong Kong        |    |        | 2      | 2     |
| Biélorussie      |    |        | 1      | 1     |
| Nouvelle-Zélande |    |        | 1      | 1     |
| Slovaquie        |    |        | 1      | 1     |